# Friedrich Adolph Heyne
Friedrich Adolph Heyne auch Friedrich Adolf Heyne (* 3. April 1760 in Leuben bei Lommatzsch; † 7. August 1826 in Rochlitz) war ein deutscher Privatgelehrter und Botaniker. Sein botanisch-mykologisches Autorenkürzel lautet „F.Heyne“.

## Leben
Friedrich Adolph Heyne war der zweite Sohn des Pastors Johann Christian Heyne; sein älterer Bruder war der Schriftsteller Christian Leberecht Heyne. Nachdem seine Eltern bereits früh verstarben, kam er zum Pastor Karl August Aster († 31. Dezember 1819) in Grünberg (siehe Grünlichtenberg) bei Waldheim, der ihn als Vormund bei sich aufnahm.
1773 wurde er an der Fürstenschule in Meißen (siehe Sächsisches Landesgymnasium Sankt Afra) aufgenommen, immatrikulierte sich 1779 an der Universität Leipzig und studierte bis 1784 Theologie. Aufgrund seiner schwachen Stimme bewarb er sich nicht um eine Predigerstelle, sondern strebte einen pädagogischen Beruf an, ohne jedoch vorerst eine Stelle anzunehmen. Er ließ sich 1784 in Burgstädt nieder und beschäftigte sich mit Übersetzungen aus dem Englischen und erstellte anonyme Aufsätze für verschiedene Zeitschriften.
Er nahm 1790 einen Ruf als Hauslehrer beim Freiherrn von Münch (siehe Münch von Mühringen (Adelsgeschlecht)) in Augsburg an und begleitete diesen auf einer Reise durch das südliche Deutschland und die Schweiz; anschließend kehrte er wieder nach Burgstädt zurück.
1793 wurde er der Erzieher des verstorbenen Freiherrn Johann Gottfried von Lorenz in Mittweida. Er begleitete zwei seiner Söhne, Gottfried August von Lorenz und Friedrich von Lorenz, 1795 auf die Universität Leipzig. Mit Friedrich von Lorenz ging er anschließend an die Bergakademie Freiberg und begleitete dessen praktisches und theoretisches Bergbaustudium. Als dieser jedoch das Studium aus familiären Gründen aufgeben musste, ging er mit ihm 1803 nach Roitzsch bei Wurzen und blieb dort bis 1818. Er unterstützte seinen ehemaligen Schüler bei dem Aufbau einer Runkelrüben-Zuckerfabrik in Mühlbach bei Wurzen, der einzigen in Sachsen.
Als Friedrich von Lorenz 1818 nach Schlesien umzog, ging Friedrich Adolph Heyne nach Rochlitz.
1800 wurde Friedrich Adolph Heyne im Herzogtum Sachsen-Coburg-Saalfeld zum Rat ernannt.

## Schriften (Auswahl)
- Herrn Heyne des jüngern Beantwortung der Frage: Welches sind die besten Mittel, den kranken Verstand eines Kindes gesund zu machen? Leipzig, 1785 (Digitalisat).
- Die sehr leichte Kunst, unsere Wohnungen feuerfest zu machen und unsre Waldungen vom Untergange zu retten. Freiberg, 1803 (Digitalisat).
- Pflanzencalender oder Versuch einer Anweisung, welche Pflanzen man in jedem Monat in ihrer Blüthe finden könne und auf welchem Standorte man solche zu suchen habe. 1804. 2. Auflage mit einer Anleitung zum Studium der Botanik von Christian Friedrich Schwägrichen. 1806 (Digitalisat). 3. Auflage Stuttgart, 1812.